# جوني ليفيرون
جوني هارولد ليفيرون أوكلس (بالإسبانية: Johnny Leverón)‏(من مواليد 7 فبراير 1990) هو لاعب كرة قدم هندوراسي يلعب حاليًا مع نادي ديبورتيفو أوليمبيا في الدوري المحلي.

## الأندية
وقع لنادي ديبورتيفو موتاجوا في ديسمبر 2008، ولعب معه حتى عام 2012. ظهر ليفيرون لأول مرة في دوري هندوراس في 19 أبريل 2009 مع موتاجوا في المباراة التي خسرها أمام ماراثون 3-6 في سان بيدرو سولا. بينما كان مع موتاجوا ظهر في 83 مباراة في الدوري وسجل تسعة أهداف.
تم الكشف عن أن وكيله كان يبحث عن رحلة إلى الخارج في يناير 2013. وقع عقدًا للعب في الدوري الأمريكي لكرة القدم لصالح نادي فانكوفر وايت كابس في فبراير 2013.
وقع فريق على مع فريق نادي كوريكامينوس الذي يلعب في دوري الدرجة الثانية المكسيكي في عام 2015.

## دوليا
مثل ليفيرون هندوراس في ألعاب عموم أمريكا 2007 في ريو جانيرو. وكان كابتن الفريق تحت سن 17 وسجل ثلاثة أهداف لفريقه. كما لعب في كأس العالم تحت 17 سنة 2007 في كوريا وفي كأس العالم تحت 20 سنة 2009 في مصر.
قام بأول مباراة له مع هندوراس في مباراة ودية ضد فنزويلا في أبريل 2010، وحصل حتى 22 يناير 2013 على مجموعه 22 مباراة دولية، وسجل 3 أهداف. قام بتمثيل بلاده في مباراة واحدة لتصفيات كأس العالم ولعب في أولمبياد صيف 2012. كما لعب في كأس الأمم المتحدة 2011 وكذلك في بطولة كأس كونكاكاف 2011.

## الجوائز والأنجازات

### النادي
نادي ديبورتيفو موتاجوا
دوري الدرجة الأولى الهندوراسي لكرة القدم 2010-11
نادي ماراثون
دوري الدرجة الأولى الهندوراسي لكرة القدم 2017 -18

#### دوليا
منتخب هندوراس
كوبا سينتروأمريكانا لكرة القدم 2011

## وصلات خارجية
- جوني ليفيرون على موقع الاتحاد الدولي (مؤرشف)  (الإنجليزية)
- جوني ليفيرون على موقع قاعدة بيانات كرة القدم.إي يو (الإنجليزية)
- جوني ليفيرون على موقع ناشيونال فوتبول تيمز (الإنجليزية)
- جوني ليفيرون على موقع Soccerway.com (الإنجليزية)
- جوني ليفيرون على موقع أوليمبيديا (الإنجليزية)